# Phyllopodpsyllus bradyi
Phyllopodpsyllus bradyi är en kräftdjursart som först beskrevs av T. Scott 1892.  Phyllopodpsyllus bradyi ingår i släktet Phyllopodpsyllus, och familjen Tetragonicipitidae. Arten är reproducerande i Sverige.